# Casandrino
Casandrino est une commune italienne de la ville métropolitaine de Naples dans la région Campanie en Italie.

## Administration
| Période                                  | Période  | Identité                                            | Étiquette              | Qualité                      |
| ---------------------------------------- | -------- | --------------------------------------------------- | ---------------------- | ---------------------------- |
| 1988                                     | 1990     | Amerigo Galdieri                                    | DC                     |                              |
| 1990                                     | 1991     | Alfredo Di Lorenzo                                  | DC                     |                              |
| 1991                                     | 1991     | Tullio Amato, Modesto Caputo, Calogero Cortimiglia  |                        | Commissaires extraordinaires |
| 1991                                     | 1993     | Cortimiglia Caputo-amato                            |                        | Commissaire extraordinaire   |
| 1993                                     | 1994     | Francesco Lamanna                                   |                        |                              |
| 1994                                     | 1995     | Giuseppe Vecchi                                     |                        | Commissaire extraordinaire   |
| 1995                                     | 1996     | Antimo Silvestre                                    |                        |                              |
| 1996                                     | 1997     | Maria Gabriella Pazzanese                           |                        | Commissaire extraordinaire   |
| 1997                                     | 1998     | Luigi Morelli                                       |                        |                              |
| 1998                                     | 2000     | Mariolina Goglia, Vincenzo Sposito, Antonio De Jesu |                        | Commissaires extraordinaires |
| 2000                                     | 2005     | Antimo Chianese                                     |                        |                              |
| 2005                                     | 2010     | Antimo Silvestre                                    |                        |                              |
| 2010                                     | 2011     | Luigia Sorrentino                                   |                        | Commissaire préfectoral      |
| 2011                                     | 2016     | Antimo Silvestre                                    |                        |                              |
| 2016                                     | 2017     | Sossio Chianese                                     |                        |                              |
| 2017                                     | 2018     | Rosanna Sergio                                      |                        | Commissaire préfectoral      |
| 2018                                     | 2020     | Salvatore Volpe                                     | Casandrino democratica |                              |
| 2020                                     | 2020     | Giovanni Lucchese                                   |                        | Commissaire préfectoral      |
| 2020                                     | en cours | Rosa Marrazzo                                       |                        |                              |
| Les données manquantes sont à compléter. |          |                                                     |                        |                              |

### Communes limitrophes
Arzano (Italie), Grumo Nevano, Melito di Napoli, Naples, Sant'Antimo